# Добронь
Добронь (пол. Dobroń) — село в Польщі, у гміні Добронь Паб'яницького повіту Лодзинського воєводства.
Населення — 2193 особи (2011).

## Демографія
Демографічна структура станом на 31 березня 2011 року:
|          | Загалом | Допрацездатний вік | Працездатний вік | Постпрацездатний вік |
| -------- | ------- | ------------------ | ---------------- | -------------------- |
| Чоловіки | 1049    | 219                | 729              | 101                  |
| Жінки    | 1144    | 186                | 715              | 243                  |
| Разом    | 2193    | 405                | 1444             | 344                  |